# Repertoriul Arheologic Național
Das Repertoriul Arheologic Național  (abgekürzt RAN, vollständig Repertoriul Arheologic Național al Romaniei), deutsch Nationales Archäologisches Verzeichnis, des rumänischen Staats ist ein Verzeichnis der einzelnen archäologischen Stätten des Landes. Mit der Aufnahme in dieses Register erfolgt automatisch eine bodendenkmalrechtliche Unterschutzstellung.

## Gesetzliche Grundlagen
Die Anlage des Registers wurde durch die Regierungsverordnung Nr. 43/2000 zum Schutz des archäologischen Erbes und zur Deklaration einzelner archäologischer Stätten als Gegenstände von nationalem Interesse verfügt und durch die Ausführungsbestimmung OMCC Nr. 2458 vom 21. Oktober 2004 zum Schutz des Nationalen Archäologischen Bestandes ergänzt.

## Aufgaben und Struktur des Verzeichnisses
Das Repertoriul Arheologic Național, das in Auftrag und Zuständigkeit des Kulturministeriums über das Nationale Denkmalamt (Institutul Național al Patrimoniului) verwaltet wird, umfasst wissenschaftliche, kartografische und topografische Daten, Bilder und Pläne sowie weitere Informationen zu folgenden Bereichen mit Bezug zu Bodendenkmälern:
1. Gebiete mit bekanntem und erforschtem archäologischem Potenzial, Gebiete mit bekanntem und unerforschtem archäologischem Potenzial sowie Gebiete, deren archäologisches Potenzial durch Zufall oder durch präventive oder rettende archäologische Forschung bekannt wird

2. Denkmäler, Ensembles und historische Stätten, an denen archäologische Forschungen durchgeführt wurden oder durchgeführt werden

3. Wissenschaftliche Informationen über die in oder an diesen Gebieten entdeckten beweglichen Güter

4. Zerstörte oder verschwundene archäologische Stätten

Jede im Repertoriul Arheologic Național registrierte archäologische Stätte ist mit einem RAN-Code verknüpft.
Das Repertoriul Arheologic Național stellt ein wissenschaftliches Register dar, das eine allgemeine Bestandsaufnahme sowie eine geografische und kartografische Visualisierung der gesammelten Informationen ermöglichen soll, um das archäologische Erbe zu verwalten, zu schützen und zu optimieren. Sein Zweck besteht darin, das bekannte archäologische Erbe so genau wie möglich zu lokalisieren und zu bewerten, die Gebiete zu bewerten, in denen das Erbe durch Risikofaktoren bedroht ist, und neue archäologische Stätten zu lokalisieren.

## Schutzklausel für Grundstückseigner
Aufgrund des besonderen Schutzes der im Repertoriul Arheologic Național registrierten archäologischen Stätten und der damit verbundenen Notwendigkeit wissenschaftlicher Untersuchungen im Falle der Bedrohung durch bauliche Maßnahmen haben die Eigentümer oder Pächter, natürliche oder juristische Personen des Privatrechts, Anspruch auf Entschädigung für die nicht realisierten Einkommen aus den Grundstücken, die Gegenstand von archäologischen Ausgrabungen geworden sind für den Zeitraum, in dem die Untersuchungen stattfinden, in einer Höhe und unter Bedingungen, die von den Behörden festgelegt werden.